# Zhang Jinrong
Pour les articles homonymes, voir Zhang.
Zhang Jinrong est une joueuse de hockey sur gazon chinoise.

## Biographie
Jinrong est née le 24 mars 1997 à Changchun.

## Carrière
Elle a fait partie de l'équipe nationale pour concourir  aux Jeux olympiques à 2 reprises (2016 et 2020).

## Palmarès
- : 2e au Champions Trophy d'Asie en 2016.
- : 3e au Champions Trophy d'Asie en 2018.
- : 3e aux Jeux asiatiques en 2018.